# Kotaku
Kotaku là một blog chuyên về video game đồng thời là một phần của mạng lưới các trang web "Gawker" của Gawker Media.

## Lịch sử
Kotaku ra mắt lần đầu tiên tháng 10 năm 2004, và từ đó trang mạng này đã cho ra đời một số chuyên trang quốc gia cho Úc, Nhật Bản và Brazil. Hiện nay Kotaku được dẫn dắt bởi Stephen Totilo, sau khi Brian Crecente và Joel Johnson rời đi năm 2012. Trang mạng này đã nằm trong danh sách "Blog 100" của CNET và đứng thứ 50 trong danh sách "Top 100 Classic Web Sites" của PC Magazine.